# Żukówka (Żuków)
Żukówka – część wsi Żuków w Polsce, położona w województwie mazowieckim, w powiecie sochaczewskim, w gminie Sochaczew.
W latach 1954–1961 siedziba gromady Żukówka.
W latach 1975–1998 miejscowość administracyjnie należała do województwa skierniewickiego.